# Proba-2
PROBA-2 (PRoject for OnBoard Autonomy-2) — второй спутник Европейского космического агентства в серии недорогих спутников PROBA, предназначенных для испытания новых технологий в области космического кораблестроения и проведения научных наблюдений. PROBA2 — маленький спутник весом 130 кг. Разработан бельгийским консорциумом во главе с «Verhaert» (Крёйбеке, Бельгия), в рамках «Основной программы поддержки развития технологий» ЕКА. Номинальная продолжительность миссии составляет 2 года.
Спутник был запущен 2 ноября 2009 года с помощью ракеты-носителя Рокот, совместно с другим научным спутником ЕКА SMOS. Пуск осуществлён с космодрома Плесецк. Аппарат был выведен на солнечно-синхронную околоземную орбиту, на высоту 700 км.
PROBA2 содержит пять научных приборов. Два из них предназначены для наблюдения за солнцем: компактный телескоп «SWAP» (англ. The Sun Watcher using APS and Image Processing) и альфа-радиометр «LYRA» (англ. Lyman Alpha Radiometer или англ. Large Yield Radiometer). Другие научные инструменты предназначены для определения основных свойств космической плазмы.